# Новоалександровка (Тамбовская область)
Новоалександровка — деревня в Моршанском районе Тамбовской области России. 
Входит в Весёловский сельсовет.

## География
Расположена на реке Пячки и её притоке Каменка, в 23 км к западу от центра города Моршанск, и в 86 км к северу от центра Тамбова.
К юго-западу находится село Весёлое, к востоку — посёлок Центральный.

## Население
| 2002 | 2010 |
| ---- | ---- |
| 772  | ↘591 |

Согласно результатам переписи 2002 года, в национальной структуре населения русские составляли 99 % от жителей.